# Centro Canario Nacionalista

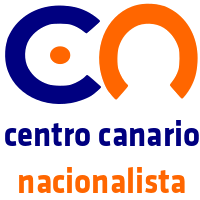
Logo

Die Centro Canario Nacionalista (CCN) ist eine regionale politische Partei auf den Kanarischen Inseln in Spanien.
Die Centro Canario, wie sie kurz genannt wird, hat Mitglieder auf allen sieben Inseln dieser Autonomen Gemeinschaft Spaniens. Sie definiert sich selbst als Partei der Mitte, in der sich auch Politiker, beispielsweise aus der Coalición Canaria (CC) und der Partido Popular (PP), engagieren.

## Geschichte
Gegründet wurde die Partei am 25. September 1992 als Centro Canario Independiente (CCI). Am 28. Januar 2006 benannte man sie in Centro Canario Nacionalista (CCN) um. Ihr Gründer ist der ehemalige Präsident der Kanarischen Inseln, Lorenzo Olarte Cullen. Derzeitiger Vorsitzender der Partei ist Ignacio González Santiago.
1993 entschied man sich, unabhängig Parteigruppen einzelner Inseln zur Coalición Canaria zu vereinigen. Zu diesen Parteien zählten die Agrupaciones Independientes de Canarias (AIC), die Iniciativa Canaria Nacionalista (ICAN), die Asamblea Majorera (AM), die Partido Nacionalista Canario (PNC) und die Centro Canario Independiente (CCI).
2005 werden die am 2. April 2003 gegründete Unión Centrista (UC) und die am 15. November 2002 gegründete Unión Tinerfeña Independiente (UTI), eine unabhängige Vereinigung der Insel Teneriffa, in die CCN eingegliedert.
Am 19. November 2005 entschied sich die bereits inoffiziell Centro Canario Nacionalista (CCN) genannte Partei die Coalición Canaria wieder zu verlassen. Im Laufe der Legislaturperiode schlossen sich dann einige aus der Coalición Canaria stammende Stadträte der CCN an. Am 28. Januar 2006 wurde die Umbenennung offiziell.
Die CCN konnte zu den Wahlen im Mai 2007 in rund 90 Prozent der Gemeinden auf den Kanaren Kandidaten stellen. Sie stellt nun beispielsweise den Bürgermeister in Hermigua auf La Gomera und wurde mit 3,93 Prozent fünfte Kraft bei den Parlamentswahlen, was nicht zum Einzug ins Kanarische Parlament reichte.